# Costasiella kuroshimae
A Costasiella kuroshimae Sacogolossa tengeri csigafaj, mely a Costasiella nemzetséghez és a Costasiellidae családhoz tartozik. Az alig egy centimétert elérő állat kleptoplasztiának nevezett folyamat során fagocitózissal bekebelezi, majd akár hónapokig is képes elraktározni az elfogyasztott algából nyert kloroplasztiszokat és ezek segítségével oxigént termel. A faj leginkább Japán, a Fülöp-szigetek és Indonézia partvidékein él. A faj a nevét a okinavai Kurosima szigetről kapta.

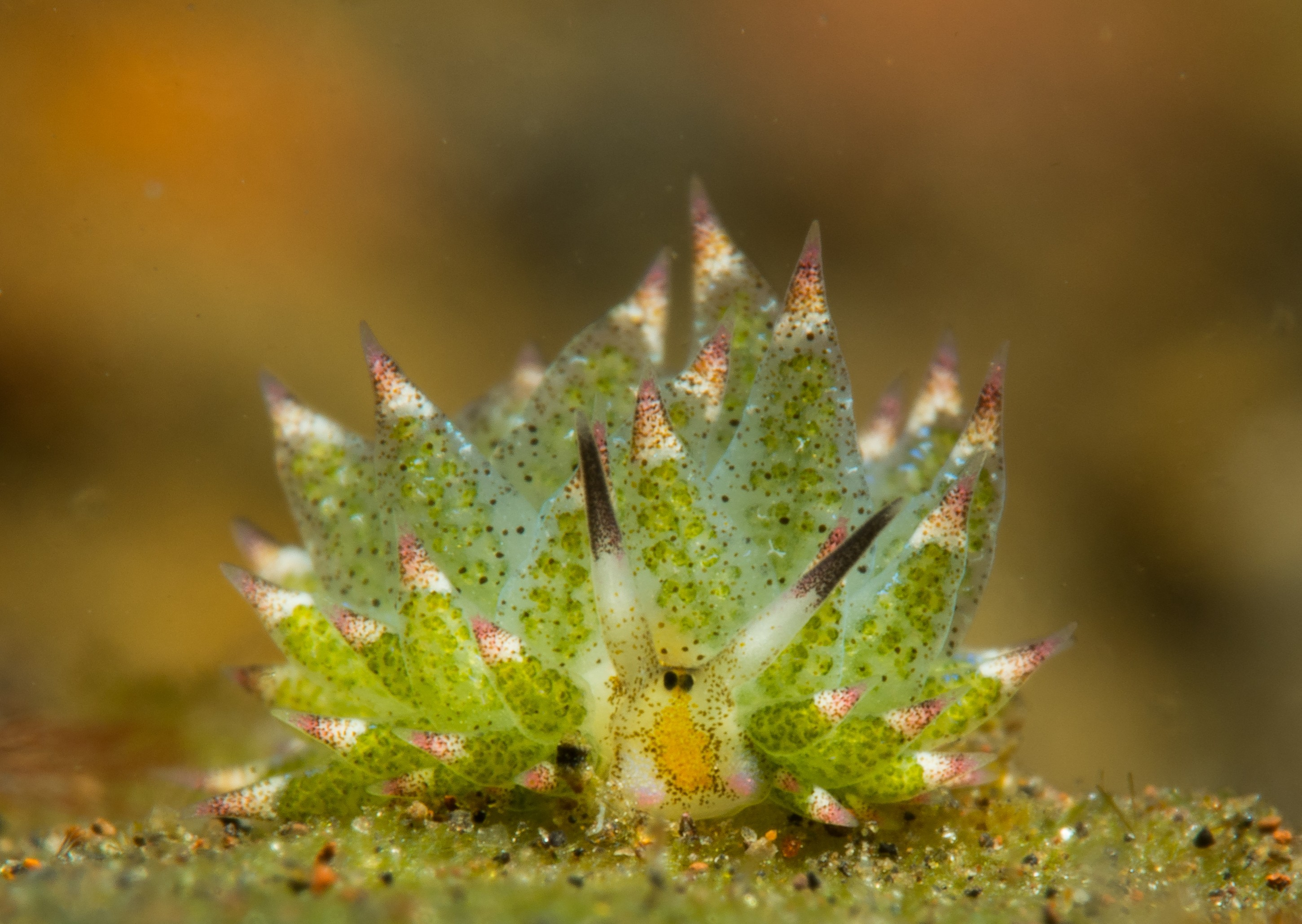
Costasiella kuroshimae
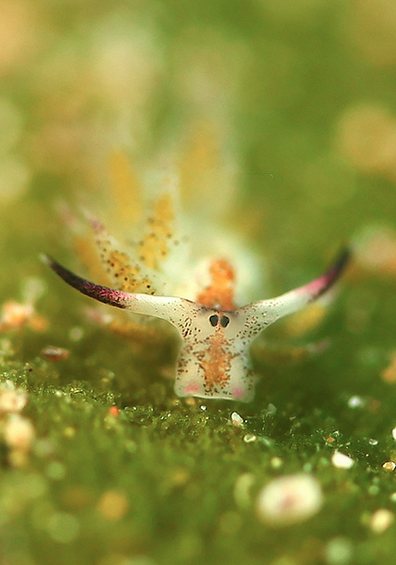
Costasiella kuroshimae a Fülöp-szigeteknél

## Fordítás
- Ez a szócikk részben vagy egészben  a   Costasiella kuroshimae című angol Wikipédia-szócikk fordításán alapul.  Az eredeti cikk szerkesztőit annak laptörténete sorolja fel. Ez a jelzés csupán a megfogalmazás eredetét és a szerzői jogokat jelzi, nem szolgál a cikkben szereplő információk forrásmegjelöléseként.